# 텔레마르크 박물관

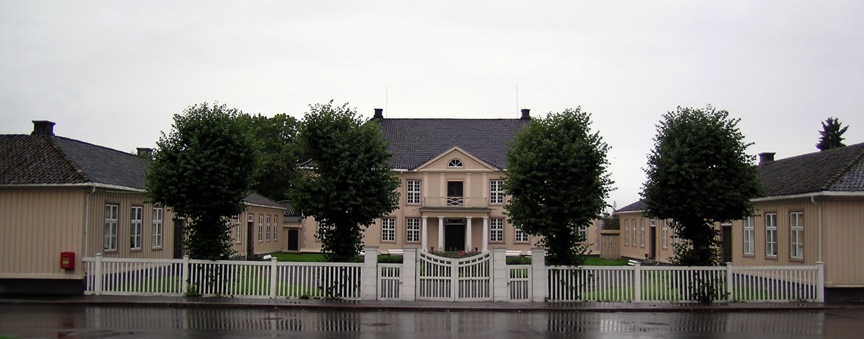
텔레마르크 박물관

텔레마르크 박물관(노르웨이어: Telemark Museum)는 노르웨이 텔레마르크주에 위치한 박물관이다.